# Рыж
Рыж — малая река в Пермском крае, левый приток Мулянки. Длина реки — 21 км.
Начинается восточнее урочища Марковский Лог под названием Северный Рыж, течёт в восточном направлении мимо Рыжских гор, населённых пунктов Рыж, Касимово. Протекает по территории Пермского муниципального района и впадает в Мулянку слева на расстоянии 42 км от её устья напротив деревни Малый Буртым.
Основные притоки — Южный Рыж, Берёзовка, Бурыловка, Сосновка (все — правые).
Река Рыж известна тем, что в её водах, выше деревни Касимово, обитает одна из трёх популяций европейского хариуса (лат. Thymallus thymallus) — вида рыб отряда Лососеобразных, занесённого в Красную книгу Пермского края.

## Данные водного реестра
По данным государственного водного реестра России относится к Камскому бассейновому округу, водохозяйственный участок реки — Кама от Камского гидроузла до Воткинского гидроузла, речной подбассейн реки — Кама до Куйбышевского водохранилища (без бассейнов рек Белой и Вятки). Речной бассейн реки — Кама.
Код объекта в государственном водном реестре — 10010101012111100013977.